# مديرية تريم

تعديل مصدري - تعديل

مديرية تريم إحدى مديريات محافظة حضرموت في شرق اليمن. بلغ عدد سكانها 100617 نسمة عام 2004. أهم مدنها تريم.

موقع مديرية تريم في محافظة حضرموت